# Lier (luchtvaart)

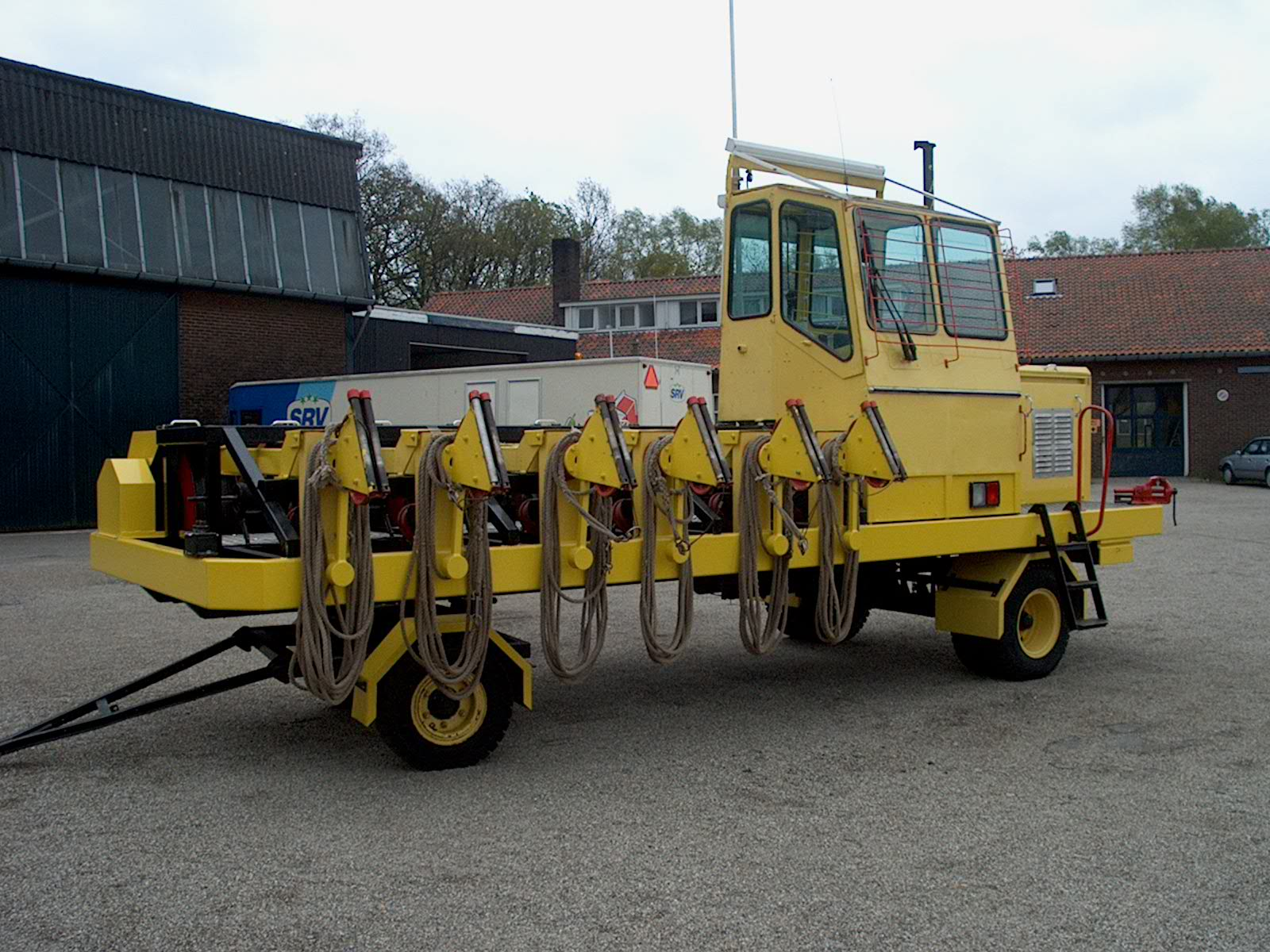
Zes trommel lier van Gliding Adventures Europe

Een lier is een werktuig om zweefvliegtuigen en parapentes in de lucht te brengen. De lier bestaat uit een krachtige motor die is gekoppeld aan een trommelmechanisme. Op de trommel wordt een ca. 1200 meter lange kabel (van staal of kunststof) opgerold.  Bij de lierstartmethode wordt de kabel eerst uitgetrokken en daarna met een speciale koppeling aan een zweefvliegtuig of parapenter bevestigd. Hierna wordt de kabel op een signaal van de vlieger met ca. 100 km/h ingetrokken. De piloot van het zweefvliegtuig of parapente stuurt tijdens de lierstart het zweefvliegtuig of de parapente omhoog tot een hoogte van ca. 450 meter. Daarna koppelt de piloot de kabel los en vervolgt de zweefvlucht. De lierstartmethode wordt in Nederland algemeen gebruikt bij vrijwel alle zweefvliegclubs en parapenteclubs.
Er zijn bij het zweefvliegen drie systemen aanwezig om te voorkomen dat een zweefvliegtuig aan de lierkabel vast blijft zitten, met alle noodlottige gevolgen tot gevolg:
- Het ontkoppelmechaniek van het zweefvliegtuig is zo ontworpen dat de kabel gekoppeld blijft tot een bepaalde hoek. Als deze hoek wordt overschreden, zal het ontkoppelmechanisme de haak automatisch lossen.

- Als de piloot niet ontkoppelt en mocht de haak (ondanks het overschrijden van de maximale hoek) niet automatisch ontkoppeld worden, dan komt de lierkabel onder een dermate hoge spanning te staan, dat het breukstukje in de lierkabel de grens overschrijdt en de kabel als nog losbreekt van het zweefvliegtuig. Er zijn meerdere kleuren breukstukjes, elke kleur heeft zijn eigen breuksterkte. Elk type zweefvliegtuig heeft een eigen kleur nodig, afhankelijk van het trekgewicht.

- Als ook het breukstukje weigert, dan zal de lierbediener de kabel doorknippen. Dit gebeurt middels een kabelmes en dient als allerlaatste redmiddel, aangezien de kabel nog aan het zweefvliegtuig vast zit.

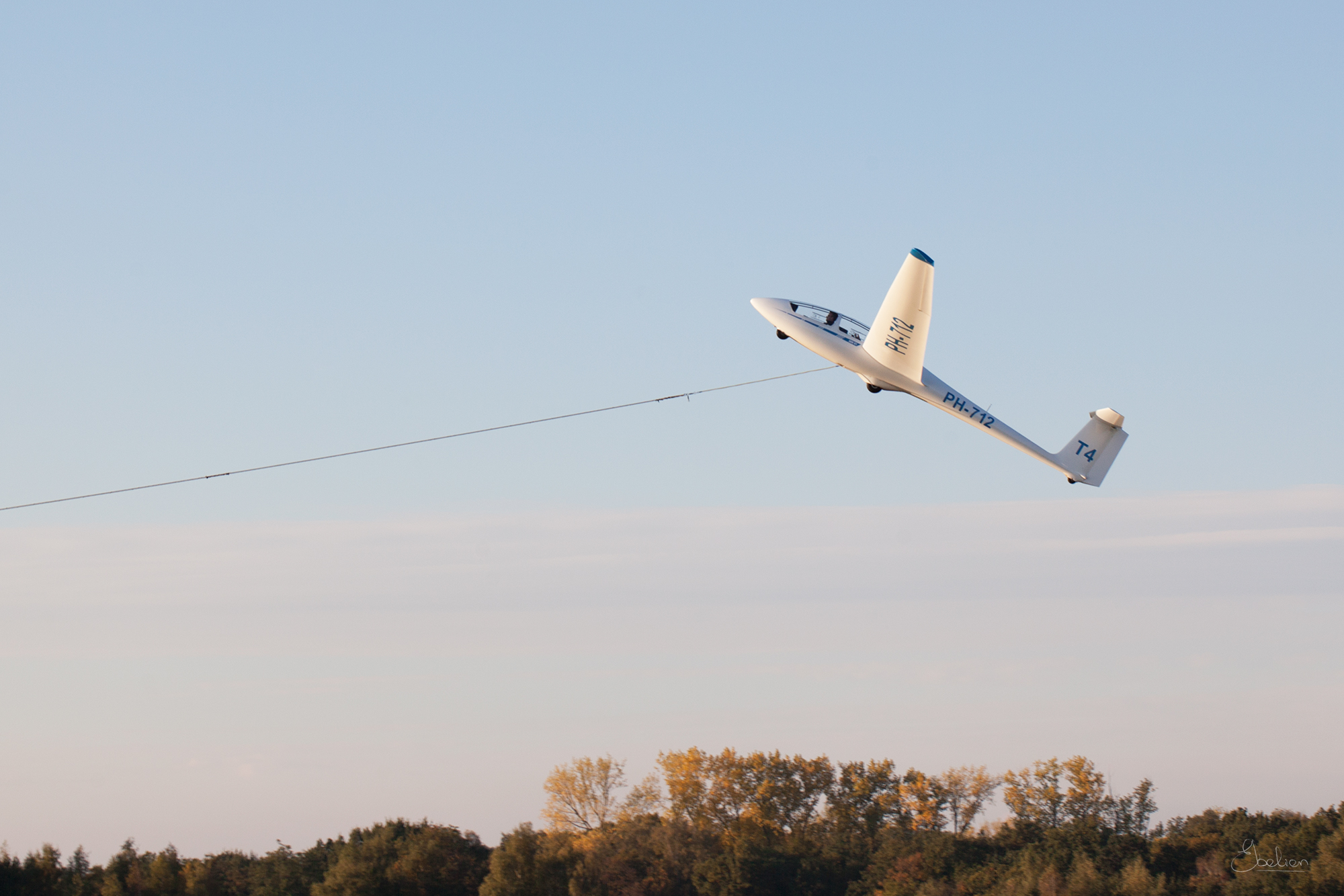
Zweefvliegtuig aan de lier